# Leaonna Odom
Leaonna Laneah Odom (Lompoc, 26 marzo 1998) è una cestista statunitense, professionista nella WNBA.

## Carriera
È stata selezionata dalle New York Liberty al secondo giro del Draft WNBA 2020 con la 15ª chiamata assoluta.